# 阿佳舍沃區

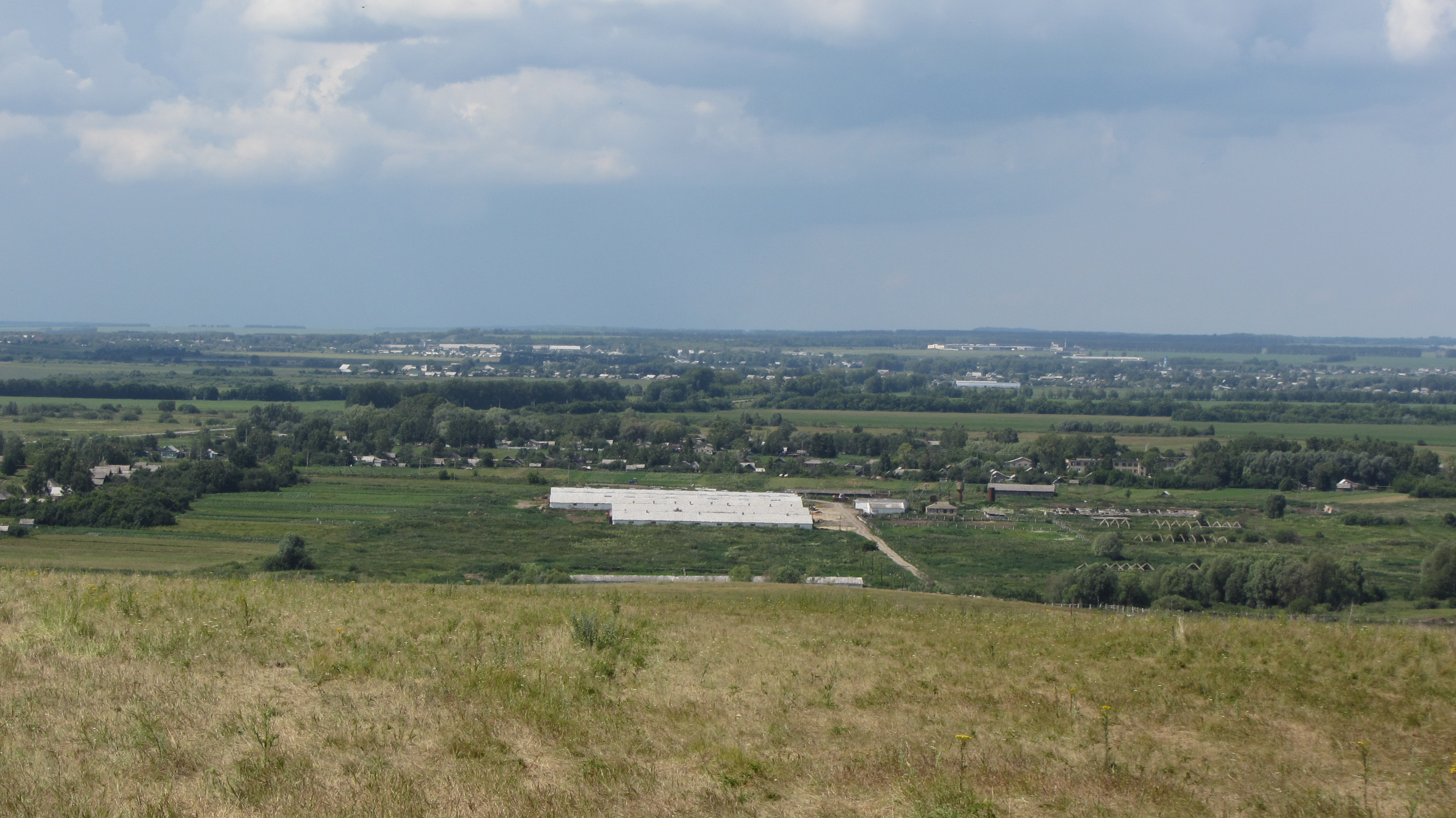

54°35′N 46°06′E / 54.583°N 46.100°E
阿佳舍沃區（俄语：Атяшевский район），是俄羅斯的一個區，位於該國西部，由莫爾多維亞共和國負責管轄，面積1,095.8平方公里，2010年人口20,161，人口密度每平方公里18.4人。